# Mieczysław Mackiewicz
Mieczysław Mackiewicz (ur. 9 maja 1880 Kurcieniszkach, zm. 6 sierpnia 1954 w Bangor) – generał brygady Wojska Polskiego, kawaler Orderu Virtuti Militari.

## Życiorys
Urodził się 9 maja 1880 we wsi Kurcieniszki, w gminie Balkuny, powiecie kalwaryjskim, w rodzinie Henryka i Salomei z Birszteinów. Kształcił się w Mariampolu i Szkole Junkrów w Petersburgu. Od 1902 oficer 26 Dywizji Piechoty w Grodnie. Walczył w wojnie rosyjsko-japońskiej 1904–1905. W 1913 nawiązał w Krakowie kontakt z Józefem Piłsudskim i konspiracyjnie został członkiem Związku Strzeleckiego. W 1914 dowódca kompanii na froncie niemieckim. W 1915 dostał się do niewoli niemieckiej. W obozach Helmstedt i Gardenlegen sformował polską szkołę podoficerską.
Zwolniony z niewoli w kwietniu 1918 został zatrudniony jako urzędnik cywilny w Komisji Wojskowej Tymczasowej Rady Stanu na stanowisku kierownika Referatu Personalnego. Jednocześnie kierował komórką wywiadowczą Polskiej Organizacji Wojskowej, której głównym zadaniem było udzielenie pomocy Polakom – dezerterom z armii niemieckiej i austro-węgierskiej oraz zdemobilizowanym żołnierzom I Korpusu Polskiego w Rosji. Jako były oficer armii rosyjskiej zwolniony z obozu jeńców reskryptem Rady Regencyjnej z 25 października 1918 roku został przydzielony do podległego jej Wojska Polskiego i mianowany na stopień majora.
Od października do grudnia 1918 był szefem Wydziału II Informacyjnego Sztabu Generalnego WP. Od 19 grudnia 1918 do 6 sierpnia 1920 organizator i dowódca 41 pułku piechoty. W międzyczasie, od 6 października 1919 do 12 kwietnia 1920 przydzielony został do Komisji Weryfikacyjnej. 1 stycznia 1920 Józef Piłsudski, jako Naczelny Wódz, mianował go członkiem Kapituły tymczasowej Orderu „Virtuti Militari” i nadał mu Krzyż Srebrny tego orderu. Dowódca Grupy Operacyjnej w walkach o Lidę – zdobył Lidę. W maju – czerwcu 1919 szef Misji Politycznej w Kownie (uważany przez Piłsudskiego za specjalistę od spraw litewskich). Po fiasku misji kwiecień – sierpień 1920 p.o. dowódcy 2 Dywizji Litewsko-Białoruskiej. Potem dowódca Grupy Operacyjnej i 18 Dywizji Piechoty. Ciężko ranny na froncie bolszewickim. 
W październiku 1920, po wyleczeniu z ran, został oficerem do zleceń Naczelnego Wodza. Od stycznia 1921 dowodził 30 Dywizji Piechoty. 3 maja 1922 został zweryfikowany w stopniu pułkownika ze starszeństwem z 1 czerwca 1919 i 87. lokatą w korpusie oficerów piechoty. W międzyczasie, od 15 listopada 1923 do 15 sierpnia 1924, był słuchaczem I kursu Centrum Wyższych Studiów Wojskowych w Warszawie. 26 maja 1926 objął dowództwo 26 Dywizji Piechoty w Skierniewicach. 16 marca 1927 Prezydent RP Ignacy Mościcki na wniosek Ministra Spraw Wojskowych, Pierwszego Marszałka Polski Józefa Piłsudskiego awansował go na generała brygady ze starszeństwem z dniem 1 stycznia 1927 i 1. lokatą w korpusie generałów. 8 marca 1935 został zwolniony ze stanowiska dowódcy dywizji, z zachowaniem dotychczasowego dodatku służbowego, a z dniem 30 września tego roku przeniesiony w stan spoczynku. 
Został osadnikiem wojskowym w Żydomli. Był członkiem władz Towarzystwa Rozwoju Ziem Wschodnich.
We wrześniu 1939 zgłosił się do służby, lecz nie otrzymał przydziału. Internowany w Rumunii w obozie w Băile Herculane. Po uwolnieniu formalnie przydzielony do 2 Korpusu we Włoszech. Po przybyciu do Wielkiej Brytanii i demobilizacji osiadł w Walii, gdzie zmarł 6 sierpnia 1954. 
Mieczysław Mackiewicz miał córkę Irenę i syna Władysława, który poległ w walkach pod Monte Cassino.

## Ordery i odznaczenia
- Krzyż Srebrny Orderu Wojskowego Virtuti Militari (1 stycznia 1920)[4]
- Krzyż Niepodległości (23 grudnia 1933)[11][12]
- Krzyż Oficerski Orderu Odrodzenia Polski (9 listopada 1926)[13][14]
- Krzyż Walecznych (czterokrotnie: po raz 2, 3 i 4 w 1922[15])
- Złoty Krzyż Zasługi (19 marca 1931)[16][17]
- Odznaka za Rany i Kontuzje[18]
- Kawaler Orderu Legii Honorowej (Francja, 1922)[19]